# Ronald Brown
Ronald Brown, född 2 september 1995, är en sydafrikansk rugbyspelare. Han ingick i det sydafrikanska lag som tog brons i sjumannarugby vid OS 2024 i Paris.